# Nèustria

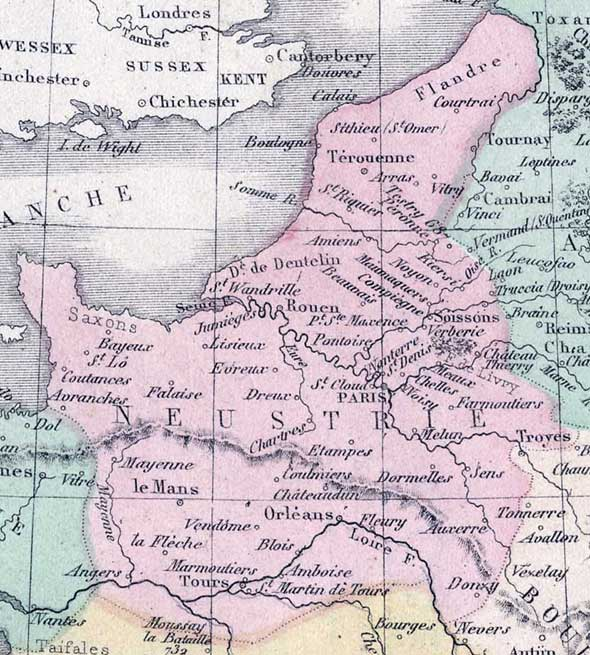
Nèustria, l'any 852

Nèustria va ser un dels regnes de la monarquia franca durant la dinastia merovíngia, que agrupava les províncies del nord i el nord-oest de la Gàl·lia. El territori de Nèustria cobria la regió nord-oest de l'actual França, i la seva capital era Soissons. Va ser la part occidental del regne dels francs durant l'alta edat mitjana, en contrast amb el regne franc oriental, Austrasia. Inicialment incloïa terres entre el Loira i la Silva Carbonaria, al nord de l'actual França, amb París, Orleans, Tours, Soissons com a ciutats principals.
El mateix terme es referia més tard a una regió més petita entre el Sena i els rius Loira coneguda com a regnum Neustriae, un subregne constituent de l'Imperi Carolingi i després Frància Occidental. Els reis carolingis també van crear una Marxa de Nèustria que va ser un ducat fronterer contra els bretons i els víkings que va durar fins a la monarquia capetiana a finals del segle x, quan el terme va quedar eclipsat com a terme polític o geogràfic europeu.

## Nom
El nom de Neustria s'explica principalment com a nova terra occidental, encara que Taylor (1848) va suggerir la interpretació de terra del nord-est. Nordisk familjebok (1913) fins i tot va suggerir no la terra oriental (icke östland). Augustin Thierry (1825) va suposar que Neustria és simplement una corrupció de Westria, del regne occidental de West-rike. En qualsevol cas, Nèustria contrasta amb el nom d'Austrasia regne oriental. L'analogia amb Austrasia és encara més explícita en la variant Neustrasia.
Nústria també es va emprar com a terme per al nord-oest d'Itàlia durant el període de dominació llombard. Es va contrastar amb el nord-est, que s'anomenava Austràsia, el mateix terme que es donava a França oriental.

## Regne merovingi
El predecessor de Nèustria va ser un estat romà de grop, el Regne de Soissons. El 486 el seu governant, Siagri, va perdre la batalla de Soissons davant el rei franc Clodoveu I i el domini va quedar després sota el control dels francs. Les constants redivisions de territoris per part dels descendents de Clodoveu van donar lloc a moltes rivalitats que, durant més de dos-cents anys, van mantenir Nèustria en una guerra gairebé constant amb Austràsia, la part oriental del Regne Franc.
Malgrat les guerres, Nústria i Austràsia es van reunir breument en diverses ocasions. El primer va ser sota Clotari I durant el seu regnat del 558 al 562. La lluita pel poder va continuar amb la reina Fredegunda de Nèustria, vídua del rei Khilperic I (regnat 566–584) i mare del nou rei Clotari II (regnant 584–628), desencadenant una amarga guerra.
Després de la mort i l'enterrament de la seva mare a la basílica de Saint Denis prop de París l'any 597, Clotari II va continuar la lluita contra la reina Brunequilda, i finalment va triomfar el 613 quan els seguidors de Brunhilda van trair la vella reina a les seves mans. Clotari va fer posar Brunequilda al bastidor i va estirar-la durant tres dies, després la va encadenar entre quatre cavalls i finalment va arrencar extremitat a extremitat. Clotari va governar ara un regne unit, però només durant un breu temps, ja que va fer rei d'Austràsia al seu fill Dagobert I. L'adhesió de Dagobert a Nèustria va donar lloc a una altra unificació temporal.
A Austràsia, l'alcalde pipínida Grimoald el Vell va intentar un cop d'estat forçant el rei austrasià Siegebert III a adoptar el seu fill Childebert, que va succeir com a Childebert l'Adoptat. Grimoald i el seu fill Childebert van ser arrestats per les forces de Neustria i executats a París. Clodoveu II, després d'aquesta execució, va tornar a reunir el regne austrasià amb Nèustria, encara que temporalment. Durant o poc després del regnat del fill de Clodoveo Clotari III, la dinastia de Neustria, com la d'Austràsia abans d'ella, va cedir l'autoritat al seu mateix alcalde del palau.
A la mort del rei dels francs, Clodoveu I, el 511, aquest va dividir el seu regne entre els seus fills:
- a Clotari I li va donar Nèustria i el sud d'Aquitània amb capital a Soissons;
- a Teodoric I d'Austràsia li va tocar Austràsia i Alvèrnia (l'Aquitània oriental) amb capital a Reims;
- a Clodomir li van correspondre les terres del Loira (al nord d'Aquitània) amb capital a Orleans;
- a Khildebert I li va donar l'Armòrica, entre Bretanya i el Somme, amb capital a París.

Tanmateix, el terme Nèustria –derivat de Niuster, 'el més nou'– només sembla haver sorgit un segle després. El triomf de Clotari II el 613 va ser el triomf de Nèustria, a la qual es va annexar l'Aquitània. Però després de la mort de Clotari III, Nèustria va ser sotmesa a un rei imposat per Austràsia, i d'aquesta manera Aquitània va passar a ser independent el 670.
L'any 678, Neustria, sota l'alcalde Ebroí, va sotmetre els Austrasià per darrera vegada. Ebroí va ser assassinat l'any 680. L'any 687, Pipí d'Héristal, alcalde del palau del rei d'Austràsia, va derrotar els neustrians a Tertry. L'alcalde de Nèustria Bercari va ser assassinat poc després i després d'una aliança matrimonial (c. 690) entre el fill de Pipí, Drogó de Xampanya i la vídua de Berchar, Anstruda, Pipí es va assegurar el seu lloc com a alcalde del palau de Nèustria.
A partir de llavors, Nèustria va passar a ser un estat vassall d'Austràsia, dirigit per la casa d'Héristral. La distinció entre Nèustria, Austràsia o Borgonya va subsistir, encara que tendint a desaparèixer.

## Subregne carolingi
L'any 748 Pipí el Breu i Carloman I van donar al seu germà petit Gripó dotze comtats de Nèustria centrats en el de Le Mans. Aquest govern es va anomenar ducatus Cenomannicus, o ducat de Maine, i aquest va ser un nom alternatiu per al regnum de Nèustria fins ben entrat el segle IX. El terme Nèustria va prendre el significat de terra entre el Sena i el Loira quan va ser donat com a regnum (regne) per Carlemany al seu segon fill, Carles el Jove, l'any 790. En aquesta època, la ciutat principal de el regne sembla ser Le Mans, on es va establir la cort reial de Carles. Sota la dinastia carolíngia, el deure principal del rei de Neustria era defensar la sobirania dels francs sobre els bretons.
L'any 817, Lluís el Pietós va concedir Nèustria al seu fill gran Lotari I, però després de la seva rebel·lió el 831, la va donar a Pipí I d'Aquitània, i després de la mort d'aquest el 838, a Carles el Calb. Nèustria, juntament amb Aquitània, van formar la major part del regne de Frància Occidental de Carles sorgit del Tractat de Verdun de 843 que volia posar fi als anys d'hostilitat per la guerra civil franca. El ducat de Mans va prendre Tours com a capital l'any 843 per fer front a la invasió bretona, fins que Carles el Calb després la batalla de Messac i la batalla de Ballon cedeix a Nomino el govern de la marca de Bretanya, però reprèn la seva campanya d'invasió l'any 849 i en 850, cauen successivament Angers, Rennes, Nantes, Le Mans, i París es va salvar només per la mort sobtada de Nominoë prop de Vendôme el 7 de març de 851. El seu fill i successor Erispoe després de vèncer a batalla de Jengland va signar el Tractat d'Angers, que va mantenir tota la part de Nèustria situada a l'oest de Mayenne i Sélune.

## Marca carolíngia
El 856, el tractat de Louviers va accentuar la influència bretona. Carles va continuar la tradició donar com a apanatge per regnar Nèustria, ara ja reduïda a la part situada a l'oest del camí París-Tours al futur rei Lluís el Tartamut, aliat d'Erispoe per la promesa de casar-se amb la seva filla. L'hegemonia bretona es va estendre aleshores més enllà de Mayenne fins a Maine, a les portes d'Angers i fins a Bessin, que estava totalment ocupat. Nústria també va patir la invasió normanda, que va venir principalment de l'estuari del Loira. Carles el Calb va reaccionar confiant aquest residu occidental perdut de Nèustria des de l'any 861 o 862 a un marquès de Neustria, una doble marca formada pel comtat de Tours i el ducat de Le Mans. La primera la tenen els robertins, mandatats directament pel rei. El segon és de la poderosa i antiga família local dels Rorgònides. Al costat d'aquesta doble marca, la part oriental de l'antiga Nèustria més enllà del camí París-Tours, el futur Orleanès, també va escapar de l'autoritat directa del rei almenys fins al 898.
L'ocupació bretona fins al Sarthe queda registrada pel tractat d'Entrammes, signat l'any 863 per Carles el Calb i el seu homòleg Salomó, assassí i successor d'Erispoe. El 866, els francesos van ser derrotats pels normands en la batalla de Brissarthe de 866, en la que van morir Robert el Fort i Rainulf I de Poitiers. i el 867, pel tractat de Compiègne, Carles el Calb es va veure obligat a reconèixer la sobirania de Salomó de Bretanya sobre la península de Cotentin que només estava connectada per mar. La frontera occidental de Nèustria retrocedeix oficialment sobre el Vire, el Bessin i el que encara no s'anomena camp de Caen, abans ocupat pels bretons, quedant de fet abandonat a senyors saxons molt autònoms.
Els víkings van atacar a l'oest de la Baixa Nèustria, el que quedava de Nèustria a Rouen en 841, i Jumièges en 845 de camí de París, i la Baixa Nèustria fou cedida l'any 861 al comte de Tours i al duc de Mans, formant així una doble marca, la marca de Nèustria mentre la part sud-est de l'antiga Nèustria, el futur Orleanès, queda aïllada. Finalment, va perdre el seu nom per adoptar el de Normandia, un cop va ser cedida al normand Rol·ló, el 911 pel Tractat de Saint-Clair-sur-Epte.
L'any 911, Robert I de França esdevingué Marcgravi de les dues marques i prengué el títol de demarchus. La seva família, els posteriors capets, va governar tota Nèustria fins al 987, quan Hug Capet va ser elegit com a rei. Els comtes subsidiaris de Nèustria havien superat el margravi al poder en aquell moment i el cim de les incursions víkings i bretones havia passat. Després de la Dinastia Capet, no es van nomenar més margraves i Nèustria va quedar eclipsada com a terme polític europeu (present, però, en algunes cròniques anglonormandes i reviscut com a sinònim de la possessió anglesa de Normandia sota Enric V pel cronista de St. Albans). Thomas Walsingham al seu Ypodigma Neustriae).

## Governants

### Reis merovingis
- Quilderic I 458–481
- Clodoveu I 481–511
- Clodomir 511–524
- Khildebert I 511–558
- Clotari I I 558–561
- Caribert I 561–567
- Khilperic I 567–584
- Guntram 561–592
- Clotar II, 584–629
- Dagobert I, 629–639
- Clodoveu II, 639–657
- Clotar III, 657–673
- Teodoric III, 673
- Khilderic II, 673–675
- Teodoric III, 675–691
- Clodoveu IV, 691–695
- Khildebert III, 695–711
- Dagobert III, 711–715
- Khilperic II, 715–721
- Teodoric IV, 721–737
- Khilderic III, 743–751

### Alcaldes del palau
- Landric, fins al 613
- Gundoland, 613–639
- Ega, 639–641
- Erquinoald, 641–658
- Ebroí, 658–673
- Wulfoald, 673–675
- Leudesi, 675
- Ebroí, 675–680 (de nou)
- Warattó, 680–682
- Gislemar, 682
- Warattó, 682–686 (de nou)
- Bercari, 686–688
- Pipí d'Héristal, 688–695
- Grimoald II, 695–714
- Teodebald, 714–715
- Ragenfrid, 715–718
- Carles Martell, 718–741
- Pipí I el Breu, 741–751

### Els subreis carolingis
- Carles el Jove, 790–811
- Lotari I, 817–831
- Pipí I d'Aquitània, 831–838
- Carles el Calb, 838–856
- Lluís el Tartamut, 856–879

Lluís va ser expulsat de Le Mans el 858 després de l'assassinat d'Erispoe el novembre del 857.

### Robertins
- Robert el Fort 853–866
- Eudes de França 888–898
- Robert de França, 911–922
- Hug el Gran, 922–956
- Hugh Capet, 956–987